# IBM 270x
IBM 270x（IBMにぃななまるエックス、英語: IBM 270x）はIBMが1964年に発表したSystem/360の中で、遠隔地の端末機をモデム・通信回線を通して接続するための周辺機器で、IBM 2701/2702と翌年に発表したIBM 2703があった。IBM 270xは後に、IBM 370x通信制御装置（IBM 3704/3705 Communications Controller）に置き換えられていった。

## 2701
IBM 2701データ・アダプター装置はシリアル通信方式のスタート・ストップ通信、同期通信方式の同期送信・受信（後の1967年に二重同期通信も追加）をサポートした。二つのマルチプレクサ・チャネルで、一つまたは二つのホストに接続できた。通信スピードは半二重通信モード（HDX）で毎秒40,800ビット（40,800 bps）であった。

## 2702
IBM 2702通信制御装置は、2701より多い31個の通信回線を接続できたが、速度は遅くなった。System/360入出力配置図を見ると、スタート・ストップのサポートだけだったようである。

## 2703
IBM 2703通信制御装置はシリアル通信方式のスタート・ストップ通信、同期通信方式の同期送信・受信（後の1967年に二重同期通信も追加）をサポートした。二つのチャネルがあり、一つまたは二つのホストに接続できた。通信スピードは半二重通信モード（HDX）で毎秒40,800ビット（40,800 bps）であった。

## 遠隔地の通信装置
IBM 270xには次のような様々な遠隔地の通信端末機が接続できた。
- IBM 1030データ収集システム
- IBM 1050データ通信システム
- IBM 1070プロセス通信システム
- IBM 2740/2741通信端末（IBM 2740/2741）
- IBM 1130計算システム

など

こうして、それまで電算機室にすべてを集めたセンター集中方式から分散コンピューティングへの幕開けを迎えた。

## ソフトウェアのサポート
IBM 270xに接続する端末機のソフトウェアサポートはBTAM（BTAM）が提供されて、後にQTAM（QTAM）、TCAM（TCAM）が追加されて、CICSやIMSのサポートの下となった。

## 開発と製造
IBM 270xおよび関連ソフトウェアはIBMリサーチ・トライアングル・パーク（米国ノースカロライナ州）で開発され、そこで製造も行なわれ、海外の工場でも製造が行なわれた。